# Constel·lació de l'Àguila
L'Àguila (Aquila) és una de les 48 constel·lacions ptolemaiques, i una de les 88 constel·lacions en què es va dividir el cel per la Unió Astronòmica Internacional. Està poc més o menys en l'equador celeste.
Els seus estels més importants són Altair (α Aql), Alshain (β Aql) i Tarazed (γ Aql). La constel·lació es veu millor a l'estiu de l'hemisferi nord, ja que es troba al llarg de la Via Làctia. A causa d'aquesta ubicació, es troben molts cúmuls i nebuloses dins dels seus límits, però són tènues i les galàxies són poques.

Constel·lació de l'Àguila

Altair és un vèrtex de l'asterisme conegut com a Triangle d'Estiu; els altres dos són els estels de l'hemisferi nord, Vega (a la constel·lació de la Lira), i Deneb (a la constel·lació del Cigne).

## Història
Aquila va ser una de les 48 constel·lacions descrites per l'astrònom Ptolemeu del segle ii. Ho havia esmentat anteriorment Eudox al segle iv aC i Arat al segle iii aC.

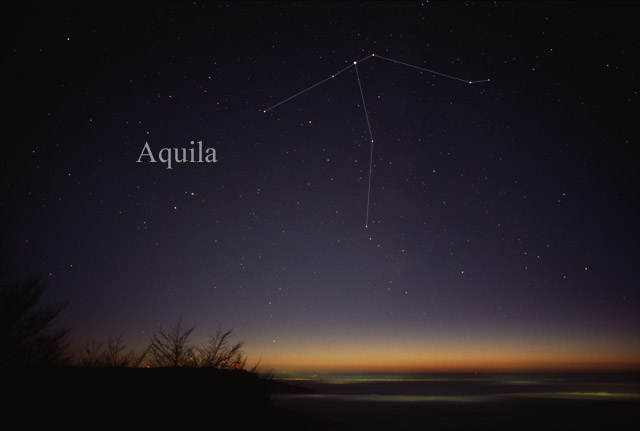
La constel·lació de l'Aquila tal com es pot veure a ull nu

Actualment és una de les 88 constel·lacions definides per la Unió Astronòmica Internacional. La constel·lació també era coneguda com Vultur volans (el voltor volador) pels romans, no s'ha de confondre amb Vultur cadens, que era el seu nom per a la constel·lació de la Lira. Sovint es considera que representa l'àguila que sostenia els llamps de Zeus/Júpiter en la mitologia grecoromana. Àguila també s'associa amb l'àguila que va segrestar Ganímedes, fill d'un dels reis de Troia (associat amb la constel·lació d'Aquari), a l'Olimp per servir de coper als déus.
Ptolemeu va catalogar 19 estrelles conjuntament en aquesta constel·lació i en la ja obsoleta Antínous, que va rebre el nom durant el regnat de l'emperador Hadrià (117-138), però que de vegades s'atribuïa erròniament a Tycho Brahe, que va catalogar 12 estrelles a Àguila. i set a Antínous. Hevelius va determinar 23 estrelles a la primera i 19 a la segona.
L'Àguila grega probablement es basa en la constel·lació babilònica de l'Àguila, però de vegades es pensa erròniament com una gavina que es troba a la mateixa zona que la constel·lació grega.

## Característiques notables

### Estrelles
Situada sobre la Via Làctia, Aquila té nombroses estrelles. Se'n poden veure 124 estrelles a ull nu, conté molts camps estel·lars rics i ha estat la ubicació de moltes noves. Algunes d'aquestes estrelles són:
- α Aql (Altair) és l'estrella més brillant d'aquesta constel·lació (la 13a per ser més exactes) i una de les estrelles visibles a ull nu més properes a la Terra, situada a una distància de 17 anys llum. El seu nom prové de l'àrab نسر الطائر (an-nasr aţ-ţāir), que significa «l'àguila voladora». Altair té una magnitud de 0,76. És una de les tres estrelles del Triangle d'Estiu, juntament amb Vega i Deneb.[9][10] És el centre d'un alineament quasi perfecte de tres estrelles, les Ales de l'Àguila, a vegades confoses per error amb el cinturó d'Orió. És una estrella de la seqüència principal de tipus A amb 1,8 vegades la massa del Sol i 11 vegades la seva lluminositat.[11][12] L'estrella gira ràpidament (arriba a l'equador a 210 km/s), més de 200 vegades la del Sol), i això li dona una forma oblata on s'aplana cap als pols.[11][12][13] Altair és una estrella doble.
- β Aql (Alshain) és una estrella de color groc de magnitud 3,7, situada a 45 anys llum de la Terra. El seu nom prové de l'àrab الشاهين (aš-šāhīn), derivat al seu torn del terme persa šāhīn que significa «el falcó pelegrí»; aquest nom es referia a Altair, Alshain i Tarazed.[14] No és pas la segona estrella més brillant de la constel·lació, com es podria fer pensar el seu lloc dins la designació de Bayer, sinó la vuitena. Deu la seva β al seu alineament amb Altair i Tarazed. Com Altair es tracta d'un sistema doble. La primària és una estrella subgegant de tipus G amb un tipus espectral de G9.5 IV, i la secundària és una nana vermella.[15][16] La primària subgegant té tres vegades el radi del Sol i sis vegades la seva lluminositat.[17]
- γ Aql (Tarazed o també Reda) és una estrella gegant de color taronja d'una magnitud al voltant de 2,7,[18] situada a 460 anys llum de la Terra. El seu nom, com el d'Alshain, prové de la paraula persa شاهين ترازو (šāhin tarāzu) que significa «el canastró de la balança»,[14] fent referència a l'asterisme format per α, β i γ Aquilae. Tarazed és una estrella gegant, 2960 vegades més brillant que el Sol i 110 vegades més gran. És una estrella doble en la que la companya és de la magnitud +10,7. És la segona estrella més brillant de la constel·lació i és una estrella variable no confirmada.[19]
- ζ Aql (Okab o també Deneb Al Okab)[20] és una estrella binària[21] (ε i ζ Aql.) de magnitud 3,0, situada a 83 anys llum de la Terra. La primària és una estrella de seqüència principal de tipus A,[22] i la secundària té la meitat de la massa del Sol.[21]
- η Aql és una estrella supergegant de color groc-blanc, situada a 1200 anys llum de la Terra. Entre les estrelles variables Cefeides més brillants, té una magnitud mínima de 4,4 i una màxima de 3,5 amb un període de 7,177 dies. La variabilitat va ser observada originalment per Edward Pigott el 1784.[23] També hi ha dues estrelles acompanyants que orbiten al voltant de la supergegant: una estrella de seqüència principal de tipus B[24] i una estrella de seqüència principal de tipus F.[25]
- λ Aql (Al Thalimain) és una de les estrelles més vermelles del cel (amb una temperatura superficial de 2.115 K). El nom deriva del mot àrab الثالمين (ath-thalīmain) que significa «els dos estruços».
- ρ Aql es va traslladar a través de la frontera cap a la veïna Delphinus l'any 1992,[26][27] i és una estrella de tipus A amb una metal·licitat inferior a la del Sol.[28]
- 15 Aql és una estrella doble òptica. La principal és un gegant de color taronja de magnitud 5,41 i un tipus espectral de K1 III,[29][30] situada a 325 anys llum de la Terra. La secundària és una estrella de color porpra de magnitud 7,0, situada a 550 anys llum de la Terra. La parella es pot veure fàcilment en petits telescopis amateurs.
- 57 Aql és una estrella binària. La primària és una estrella de color blau de magnitud 5,7 i la secundària és una estrella blanca de magnitud 6,5. El sistema es troba aproximadament a 350 anys llum de la Terra; la parella es pot veure fàcilment en petits telescopis amateurs. Les dues estrelles del sistema giren ràpidament.[31]
- R Aql és una estrella gegant de color vermell situada a 690 anys llum de la Terra. És una variable Mira amb una magnitud mínima de 12,0, una magnitud màxima de 6,0 i un període al voltant de 9 mesos. Té un diàmetre de 400 D☉.
- V Aql és una típica estrella de carboni freda. És un dels exemples més vermellosos d'aquest tipus d'estrelles, observable a través de telescopis amateurs comuns.
- FF Aql és una estrella supergegant de color groc-blanc, situada a 2500 anys llum de la Terra. És una estrella variable cefeida amb una magnitud mínima de 5,7, una magnitud màxima de 5,2 i un període de 4,5 dies. És una binària espectroscòpica amb un tipus espectral de F6Ib.[32] Una tercera estrella també és membre del sistema,[33] i també hi ha una quarta estrella que probablement no està connectada amb el sistema principal.[34][35]

### Noves
L'any 1918 es va observar una nova brillant a l'Àguila (V603 de l'Àguila) i va brillar breument més que Altair, l'estrella més brillant d'Aguila. Va ser vista per primera vegada per Zygmunt Laskowski i va ser confirmat la nit del 8 de juny de 1918. Nova Aquilae va assolir una magnitud aparent màxima de -0,5 i va ser la nova més brillant registrada des de la invenció del telescopi.

### Objectes del cel profund
Tres nebuloses planetàries interessants es troben a l'Àguila:
- NGC 6751, també coneguda com «ull brillant», és una nebulosa planetària. Es calcula que la nebulosa té aproximadament 0,8 anys llum de diàmetre.[39]
- NGC 6781 té certa semblança amb la Nebulosa del Mussol de l'Ossa Major. Va ser descobert per William Herschel el 1788.[40]
- NGC 6804 mostra un anell petit però brillant.

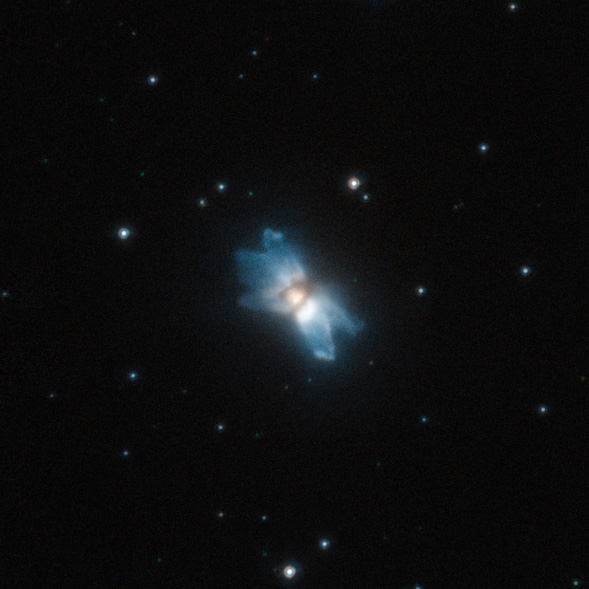
IRAS 19024+0044 és una nebulosa protoplanetària de l'Àguila
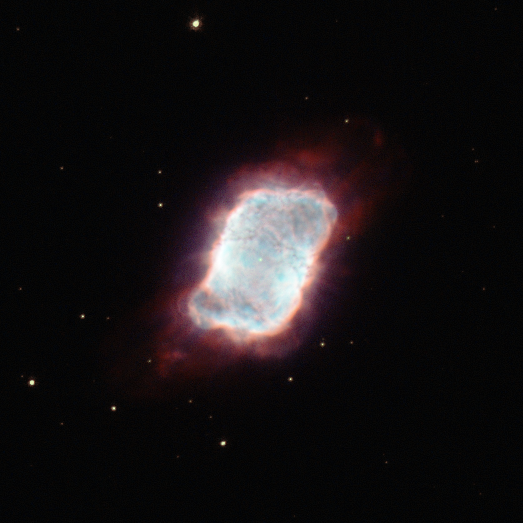
Imatge de NGC 6741 obtinguda amb el telescopi Hubble
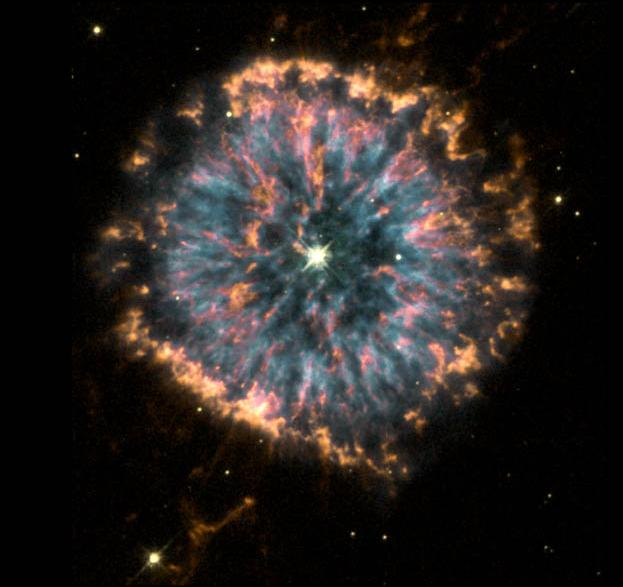
Nebulosa planetària NGC 6751 (imatge del telescopi Hubble)

Altres objectes del cel profund d'Àguila són:
- B143 és una nebulosa fosca visible amb telescopis grans i mitjans.
- Kesteven 75 conté la nebulosa de vent de púlsar més jove de la nostra galàxia.
- NGC 6709 és un cúmul obert solt que conté aproximadament 40 estrelles, que oscil·len en magnituds entre 9 i 11 (una magnitud total de 6,7) i es troba a uns 3510 anys llum de la Terra. NGC 6709 apareix en un ric camp estel·lar de la Via Làctia i es classifica com a cúmul de Shapley classe d i Trumpler classe III de 2 m. Aquestes designacions signifiquen que no té moltes estrelles, està solta, no mostra una major concentració al centre i té un rang moderat de magnituds estel·lars.[41] Hi ha 305 estrelles confirmades i un candidat gegant vermell.[42] Es localitza a 5° de ζ Aquilae.
- NGC 6741 és una nebulosa planetària situada a 7000 anys llum.
- NGC 6749 és un cúmul obert.
- NGC 6751 és una nebulosa planetària l'estrella central de la qual té una temperatura efectiva de 140 000 K.
- NGC 6755 és un cúmul obert de magnitud 7,5; està format per una dotzena d'estrelles amb magnituds de 12 a 13. Es troba a uns 8.060 anys llum del Sistema Solar.[43]
- NGC 6760 és un cúmul globular de 9,1 m. S'han descobert almenys dos púlsars al cúmul globular,[44] i té una classe de concentració Shapley-Sawyer de IX.[45]
- NGC 6772 és una nebulosa planetària.
- NGC 6778 és una nebulosa planetària situada a uns 10.300 anys llum de distància del Sistema Solar.[46]
- NGC 6781 és una nebulosa planetaria situada a 8° al sud-oest d'Altair (α Aquilae).
- NGC 6790 és una nebulosa planetària que visualment presenta un aspecte uniforme.
- NGC 6803 és una nebulosa planetària que s'observa com un disc dèbil.
- NGC 6804 és una nebulosa planetària propera a l'anterior.
- W43 és considerada per alguns autors com la major regió de formació estel·lar de la Via Làctia.
- W49 és una de les regions de formació estel·lar més grans de la nostra galàxia, invisible als telescopis òptics. W49B és una nebulosa probablement originada per una supernova que va explotar fa més de 2900 anys.
- W51 (3C400) és un de núvols interestel·lars més grans de la Via Làctia. Situat a uns 17.000 anys llum de la Terra, W51 té uns 350 anys llum d'ample. Tanmateix, es troba en una zona tan espessa amb pols interestel·lar que és opaca a la llum visible. Les observacions de l'Observatori de raigs X de Chandra i el telescopi d'infrarojos Spitzer revelen que W51 semblaria tan gran com la Lluna plena si es poguès veure la llum visible.[47][48] Alberga el microquàsar SS 433.

Àguila també conté alguns objectes extragalàctics. Un d'ells és la que pot ser la major concentració de massa de galàxies de l'Univers coneguda, la Gran Barrera d'Hèrcules-Corona Boreal. Va ser descoberta el novembre de 2013 i té una mida de 10.000 milions d'anys llum (3 Gpc). És l'estructura més gran i massiva coneguda de l'Univers.

### Exoplanetes
A la constel·lació de l'Àguila s'hi han descobert fins a 7 estels amb un sistema planetari, cap d'ells visibles a ull nu.
| Estel     | Distància (anys llum) | Planeta     |
| --------- | --------------------- | ----------- |
| CoRoT-3   | 2.200                 | CoRoT-3 b   |
| CoRoT-6   | ?                     | CoRoT-6 b   |
| HD 179079 | 210                   | HD 179079 b |
| HD 183263 | 180                   | HD 183263 b |
| HD 183263 | 180                   | HD 183263 c |
| HD 192263 | 65                    | HD 192263 b |
| HD 192699 | 220                   | HD 192699 b |
| V1298 Aql | 18,72                 | VB 10 b     |

### Altres
S'espera que la sonda espacial Pioneer 11 de la NASA, que va volar per Júpiter i Saturn a la dècada del 1970, passi prop de l'estrella λ Aquilae d'aquí a uns 4 milions d'anys.

## Il·lustracions
A les il·lustracions d'Àguila que la representen com una àguila, una línia gairebé recta de tres estrelles simbolitza part de les ales. El centre i el més brillant d'aquestes tres estrelles és Altair.

## Mitologia

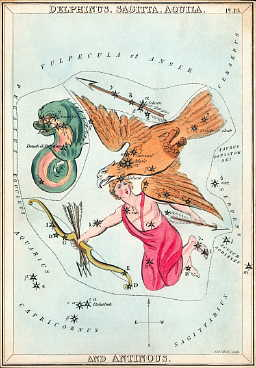
Àquila, amb la figura ara obsoleta d'Antínous, tal com representa Sidney Hall a Urania's Mirror, un conjunt de cartes de constel·lacions publicades a Londres cap al 1825. A l'esquerra hi ha Delphinus

Segons Gavin White, l'Àguila babilònica portava a les seves urpes la constel·lació anomenada «Home mort». L'autor també fa una comparació amb les històries clàssiques d'Antínous i Ganímedes.
A la mitologia grega clàssica, Àquila va ser identificada com Αετός Δίας (Aetós Dios), l'àguila que portava els llamps de Zeus i que va ser enviada per ell per portar el nen pastor Ganimedes, a qui desitjava, a l'Olimp; la constel·lació d'Aquari s'identifica de vegades amb Ganimedes.
A la història d'amor xinesa de Qixi, Niu Lang (Altair) i els seus dos fills (β i γ Aquilae) estan separats per sempre de la seva esposa i mare Zhi Nu (Vega), que es troba a l'altre costat del riu, la Via Làctia.
En l'hinduisme, la constel·lació d'Àguila s'identifica amb la deïtat meitat àguila meitat humana Garuda.
A l'antic Egipte, Aquila possiblement era vist com el falcó d'Horus. Segons Berio, la identificació d'Àguila com a constel·lació egípcia, i no només grecobabilònica, està corroborada pel Zodíac de Georges Daressy. Representa un anell exterior que mostra la Sphaera Graeca, el zodíac hel·lenístic familiar, mentre que l'anell central representa la Sphaera Barbarica o zodíac d'estrangers amb els signes zodiacals dels dodekaoros egipcis que també van ser registrats per Teucros de Babilònia. Sota el signe de Sagitari hi ha el falcó d'Horus, presumiblement perquè Àguila s'eleva amb Sagitari.

## Equivalents
En l'astronomia xinesa, ζ Aql es troba dins del Recinte del Mercat Celestial (天市垣, Tiān Shì Yuán), i les altres estrelles de la constel·lació es troben dins de la Tortuga Negra del Nord (北方玄武, Běi Fāng Xuán Wǔ).
Es coneixen diversos equivalents polinesis diferents del conjunt d'Àquila:
- A l'illa de Futuna, es deia Kau-amonga, que significa «càrrega suspesa». El seu nom fa referència al nom en futunà del cinturó i l'espasa d'Orió, Amonga.[58]
- A Hawaii, Altair es deia Humu, traduït al català com «cosir, unir parts d'un ham de pescar». Humu també es refereix al forat pel qual s'uneixen les parts d'un ganxo. Es deia que Humu-ma influïa en els astròlegs.[59]
- Pao-toa era el nom de tota la constel·lació de les illes Marqueses; el nom significava «guerrer cansat».[60]

A més, les constel·lacions polinesies incorporaven les estrelles de l'Aguila moderna. La constel·lació de Pukapuka Tolu, que significa «tres», estava formada per Alfa, Beta i Gamma Aquilae.
Altair també s'anomenava comunament entre els pobles polinesis. La gent de Hawaii l'anomenava Humu, la gent de les Tuamotu l'anomenaven Tukituki («copejar amb un martell»; van anomenar Beta Aquilae Nga Tangata («els homes»), i la gent de Pukapuka l'anomenava Altair Turu i l'utilitzava com a una estrella de navegació. El poble maorí va anomenar Altair Poutu-te-rangi, («pilar del cel»), a causa de la seva posició important en la seva cosmologia. S'utilitzava de manera diferent en diferents calendaris maoris, sent l'estrella de febrer i març en una versió i març i abril en l'altra. Altair també va ser l'estrella que va regir la collita anual de moniato.